# Sideshow Bob's Last Gleaming
"Sideshow Bob's Last Gleaming" är avsnitt nio från säsong sju av Simpsons och sändes på Fox i USA den 26 november 1995. I avsnittet bestämmer sig Sideshow Bob för att släcka ner TV-nätet för att stoppa Krusty the Clowns karriär som TV-clown. Släcker de inte ner TV-nätet kommer han spränga en atombomb han tagit hand om som han hittat hos flygvapnet som hade öppet hus.
Avsnittet var det femte med Sideshow Bob och skrevs av Spike Feresten. Avsnittet fick skrivas om en hel del av författarna. Avsnittet var det första som regisserades av Dominic Polcino som anser att det var ett av de svårare avsnittet att regissera. R. Lee Ermey gästskådespelar som Leslie Hapablap och Kelsey Grammer som Sideshow Bob. Avsnittet är en parodi på 1960-talsfilmer om kärnvapen och innehåller referenser till Raketbas 3, Dr. Strangelove och Bombsäkert. Avsnittet hamnade på plats 49 över mest sedda program under veckan med en Nielsen ratings på 8.7 vilket gav 13% av publiken.

## Handling
Familjen Simpsons kollar på "Krusty the Clown Show" samtidigt som fångarna på fängelset i Springfield gör det samma. En reklamfilm i programmet handlar om ett öppet hus hos flygvapnet i staden och familjen bestämmer sig för att åka dit och Sideshow Bob bestämmer sig för att rymma dit för att hota att spränga en atombomb om inte de slutar sända TV i staden.
Under tiden som familjen Simpsons tittar på en uppvisning dyker Sideshow Bob upp på en stor TV-skärm hos flygvapnet där han berättar att livet skulle vara bättre utan TV, och att han hittat en atombomb och kommer spränga den om de inte slutar sända TV. Flygvapnet utryms och de börjar leta efter Sideshow Bob och atombomben, kvar blir Bart som vill kolla på när flygvapnet letar och Lisa som vill se till att Bart inte gör något dumt. Då Homer och Marge upptäcker att Bart och Lisa är kvar hos flygvapnet försöker de komma in och hämta dem men de blir inte insläppta.
Eftersom de inte lyckas hitta Sideshow Bob bestämmer sig Joe Quimby för att släcka ner TV-signalen i Springfield. Krusty vill inte läggas ner och åker till ett civilförsvarsskjul i öknen som har en TV-sändare för nödfall. Bart och Lisa inser att Sideshow Bob är i luftskeppet som finns på flygvapnet då han har fått en hesare röst.
Då Sideshow Bob upptäcker att Krusty är kvar i rutan avfyrar han atombomben framför ögonen på Bart och Lisa som hittat honom, men bomben fungerar inte, på atombomben finns texten "bäst före november 1959". Polisen har samtidigt omringat luftskeppet då Lisa lyckats meddela polisen var han är. Bob kidnappar då Bart och flyr med Wright Flyer I. Bob börjar flyga mot civilförsvarets byggnad där Krusty sänder TV, han planerar att begå självmord och köra in i huset. Då planet krockar med huset kör de inte in i det utan faller direkt till marken. Polisen griper Sideshow Bob och Bart och Lisa återförenas med familjen.

## Produktion
Avsnittet var det femte med Sideshow Bob. Bill Oakley och Josh Weinstein ville ha med Bob i ett avsnitt per säsong men författarna hade svårt att komma på nya idéer med honom. Manuset skrevs av Spike Feresten som frilansare. Författarna skrev efteråt om manuset en hel del och bara basen blev kvar i den färdiga versionen. Oakley tror att det var avsnittet som fick skrivas om mest av alla.
Avsnittet var det första som regisserades av Dominic Polcino. Polcino hade tidigare jobbat som assisterande regissör. Polcino anser att avsnittet var svårt att regissera, speciellt scenerna med Wright Flyer I. En scen som klipptes bort handlade om Hans Moleman på ett flygplan. Scenen där Milhouse är sur på sina föräldrar gav dem idén till "A Milhouse Divided". Rupert Murdoch syns i fängelset. Censuren gillade inte att Murdoch satt i fängelset men efter de frågade Rupert Murdoch själv lät han dem ha med honom. R. Lee Ermey gästskådespelar som Leslie Hapablap och Kelsey Grammer som Sideshow Bob. I avsnittet nämner Ermey repliker som han sa i Full Metal Jacket.

## Kulturella referenser
Avsnittet är en parodi på alla filmer om kärnvapen från 1960-talet och innehåller flera scener från filmer under kalla kriget. Ett rum är samma som i Dr. Strangelove. Sideshow Bob vislar i avsnittet "We'll Meet Again. Krusty gör en parodi på George C. Scott då han producerar sitt eget TV-program. Scenen över Springfield i början av tredje akten är en parodi på Bombsäkert. Scenen innan atombomben exploderar är en parodi på en reklamfilm för Lyndon B. Johnson.

## Mottagande
Avsnittet hamnade på plats 49 över mest sedda program med en Nielsen ratings på 8.7 vilket gav 13% av tittarna. Avsnittet var det fjärde mest sedda på Fox under veckan.
I boken I Can't Believe It's a Bigger and Better Updated Unofficial Simpsons Guide har Warren Martyn och Adrian Wood skrivit att avsnittet är ett av de sämre avsnitten med Sideshow Bob. Ben Rayner på Toronto Star anser att Sideshow Bob-avsnitten är en av de bättre Simpsons-avsnitten och Kelsey Grammer är bättre än i Frasier. Från DVD Movie Guide har Colin Jacobson skrivit att han anser att det inte är det bästa Sideshow Bob-avsnittet men innehåller några bra scenen, han gillar R. Lee Ermeys medverkan och skämten om Fox. Jennifer Malkowski på DVD Verdict anser att den bästa delen är då Milhouse sitter i ett flygplan och blir ivägskickad med katapulten, hon gav avsnittet B- i betyg.